# Wayne Gray
Wayne Gray (Londres, Inglaterra, 7 de noviembre de 1980) es un exfutbolista inglés. Jugaba de delantero y su último equipo fue el Hornchurch F.C. de Inglaterra.